# Say My Name (grupo)
Say My Name (hangul: 세이마이네임 (romanización revisada, Seimaineim)) es un grupo femenino surcoreano formado y dirigido por la compañía discográfica Inkode. El grupo está formado por: Hitomi, Shuie, Mei, Kanny, Soha, Dohee, Junhwi y Seungjoo. Debutaron el 16 de octubre de 2024 con su EP homónimo.

## Nombre
El nombre del grupo, Say My Name, tiene el significado de la "identidad única" que solo el grupo posee, así como la "valiosa esencia de 'yo mismo, nosotros mismos' que muchas personas han olvidado en la tristeza y el dolor que experimentan al menos una vez en la vida". También contiene la "aspiración de convertirnos en un equipo que transmita un mensaje esperanzador de crecimiento y superación, sin perdernos a nosotros mismos".

## Historia

### Actividades predebut y formación
Algunos miembros de Say My Name estuvieron involucrados previamente en la industria del entretenimiento antes de unirse al grupo. Mei fue concursante del reality show de talentos The Debut: Dream Academy, y Seungjoo fue concursante del programa de audiciones My Teenage Girl de MBC TV. Hitomi fue miembro del grupo femenino japonés AKB48 y del grupo femenino surcoreano-japonés Iz*One.
El 30 de agosto de 2024, iNKODE Entertainment anunció a Say My Name como el primer grupo femenino de la compañía, y fue etiquetado como el grupo de chicas producido por Kim Jae-joong. Los siete miembros del grupo fueron revelados ese mismo día en el siguiente orden: Dohee, Kanny, Mei, Junhwi, Soha, Seungjoo, y Hitomi.

### 2024-presente: EP debut,My Name Is...
El 15 de octubre de 2024, Say My Name realizó su presentación debut 'Cat Night', y su presentación debut en línea se transmitió en vivo a través de SBS K-Pop Concert. El grupo debutó oficialmente el 16 de octubre, con su EP homónimo y "WaveWay" como su sencillo principal.
El grupo lanzó su segundo EP llamado My Name Is... el 13 de marzo de 2025, junto con su sencillo principal "Shalala".

## Respaldos
Tras su debut, las miembros de Say My Name fueron seleccionadas como modelos globales de la marca de cuidado de la piel especializada en vitaminas Tiam.

## Miembros
- Hitomi (히토미 ()) – líder
- Shuie (슈이 ())
- Mei (메이 ())
- Kanny (카니 ())
- Soha (소하 ())
- Dohee (도희 ())
- Junhwi (준휘 ())
- Seungjoo (승주 ())

## Discografía

### Extended plays
| Título        | Detalles                                                                                            | Posiciones máximas en los gráficos | Ventas        |
| Título        | Detalles                                                                                            | COR                                | Ventas        |
| ------------- | --------------------------------------------------------------------------------------------------- | ---------------------------------- | ------------- |
| Say My Name   | - Lanzamiento: 16 de octubre de 2024 - Etiqueta: Inkode - Formatos: CD, descarga digital, streaming | 15                                 | - COR: 47,811 |
| My Name Is... | - Lanzamiento: 13 de marzo de 2025 - Etiqueta: Inkode - Formatos: CD, descarga digital, streaming   |                                    |               |

### Sencillos
| Título    | Año  | Posiciones máximas en los gráficos | Álbum         |
| Título    | Año  | COR Down.                          | Álbum         |
| --------- | ---- | ---------------------------------- | ------------- |
| "WaveWay" | 2024 | 39                                 | Say My Name   |
| "ShaLaLa" | 2025 | —                                  | My Name Is... |

## Videografía

### Vídeos musicales
| Título    | Año  | Director                        |
| --------- | ---- | ------------------------------- |
| "WaveWay" | 2024 | Kim Ja Kyoung (Fotos flexibles) |
| "Shalala" | 2025 | Park Hyungjun (Kiino.002)       |

## Premios y nominaciones
| Ceremonia de entrega de premios | Año  | Categoría                   | Nominado(s) / Obra(s) | Resultado | Ref.   |
| ------------------------------- | ---- | --------------------------- | --------------------- | --------- | ------ |
| Hanteo Music Awards             | 2024 | Estrella en ascenso – Mujer | Say My Name           | Ganador   | [ 18 ] |